# Флієр Яків Володимирович
Я́ків Володи́мирович Фліє́р (8 жовтня (21 жовтня) 1912, Орєхово-Зуєво — 18 грудня 1977, Москва) — російський піаніст. Народний артист СРСР (1966).

## Біографічні дані
Навчався в Московській консерваторії (1934) та в аспірантурі при ній (1937) у Костянтина Миколайовича Ігумнова.
Виступав від 1935. Гастролював у країнах Європи та в США.
Від 1937 викладав у Московській консерваторії (від 1947 професор). Серед учнів Родіон Костянтинович Щедрін, Микола Йосипович Сільванський.